# Det Natur- og Biovidenskabelige Fakultet
Det Natur- og Biovidenskabelige Fakultet på Københavns Universitet – SCIENCE – er landets største naturvidenskabelige forsknings- og uddannelsesinstitution med 4.000 ansatte og 9.700 fuldtids bachelor- og kandidatstuderende fordelt på 12 institutter.
Fakultetet blev etableret den 1. januar 2012 som en fusion af den jordbrugs- og fødevarevidenskabelige del af Det Biovidenskabelige Fakultet for Fødevarer, Veterinærmedicin og Naturressourcer, tidligere KVL, med Det Naturvidenskabelige Fakultet.
Fakultetet har hovedsæde på universitetets Frederiksberg Campus på Bülowsvej 17, men er også placeret på Nørre Campus og City Campus samt blandt andet i Nødebo og i Grønland.
Fakultetet ledes af dekan Katrine Krogh Andersen.

## Institutter
- Biologisk Institut
- Datalogisk Institut
- Institut for Fødevare- og Ressourceøkonomi
- Institut for Fødevarevidenskab
- Institut for Geovidenskab og Naturforvaltning
- Institut for Idræt og Ernæring
- Institut for Matematiske Fag
- Institut for Naturfagenes Didaktik
- Institut for Plante- og Miljøvidenskab
- Kemisk Institut
- Niels Bohr Institutet
- Statens Naturhistoriske Museum